# Mermessus coahuilanus
Mermessus coahuilanus är en spindelart som först beskrevs av Willis J. Gertsch och Davis 1940.  Mermessus coahuilanus ingår i släktet Mermessus och familjen täckvävarspindlar. Inga underarter finns listade i Catalogue of Life.